# Seán Fallon
Seán Fallon (irisch Seán Ó Fallúin; * 26. September 1937 in Athlone, County Westmeath; † 4. Juli 1995) war ein irischer Politiker der Fianna Fáil.

## Leben
Seán Fallon war von Beruf Versicherungsmakler. Seine politische Laufbahn begann er in der Kommunalpolitik. Von 1967 bis zu seinem Tode war er Mitglied des Grafschaftsrates (County Council) des County Westmeath sowie des Stadtbezirksrates (Urban District Council) des im County Westmeath gelegenen Teils von Athlone. 1973, 1977 sowie 1981 kandidierte er im Wahlkreis Longford Westmeath für ein Mandat im Dáil Éireann, jedoch stets erfolglos.
Schließlich wurde Fallon 1981 als Kandidat der Fianna Fáil erstmals in den Seanad Éireann gewählt, und zwar von der Berufsgruppe „Industrie, Handel und Finanzwesen“ (Industrial and Commercial Panel), einer der fünf Berufsgruppen, die zusammen 43 der 60 Mitglieder des Seanad Éireann wählen. Dem Seanad Éireann gehörte bis zu seinem Tode an. Am 23. Januar 1992 wurde er zum Cathaoirleach (Präsident des Senats) gewählt. Er hatte dieses Amt bis zu seinem Tode inne.